# Werner Grissmann
Werner Grissmann (* 21. Jänner 1952 in Lienz, Osttirol) ist ein ehemaliger österreichischer Skirennläufer und Rallyefahrer. Er bestritt vor allem Abfahrten.

## Biografie
In einem ÖSV-Abfahrtsteam mit unzähligen Stars wie Franz Klammer, Josef Walcher, David Zwilling, Reinhard Tritscher, Peter Wirnsberger, Harti Weirather, Klaus Eberhard, Helmut Höflehner, Anton Steiner, Uli Spieß, Leonhard Stock, Bartl Gensbichler, Karl Cordin und Erwin Resch war Werner Grissmann der „Paradiesvogel“. Er gilt als einer der „buntesten Vögel“, die der Skiweltcup in seiner langjährigen Geschichte bis dato hervorbrachte. Obwohl Grissmann bei Zwischenzeiten oft vorne lag, erreichte er nur einen Weltcupsieg in der Abfahrt am 11. Februar 1973 in St. Moritz. Dabei profitierte er mit Startnummer 37 (wie auch viele andere später gestartete Läufer) von der eindeutig schneller gewordenen Strecke (bis dahin hatte der mit Nr. 6 gestartete Italiener Marcello Varallo geführt, der noch auf Rang 15 zurückfiel).
Bei den Weltmeisterschaften 1974 in St. Moritz startete Grissmann mit der Nummer 1, kam aber zu Sturz. Er stand für das Vier-Mann-Team für die Olympiaabfahrt 1976 am Patscherkofel fest, ein Sturz im letzten Training vom 4. Februar, also einen Tag vor dem Bewerb, bei dem er eine Zerrung des Seitenbandes im rechten Knie erlitt (wurde per Hubschrauber in die Universitätsklinik Innsbruck transportiert), bedeutete für ihn sogar das Saisonende (statt ihm wurde Josef Walcher nachnominiert). Schließlich gewann er doch noch Edelmetall, als er bei den Weltmeisterschaften 1978 in Garmisch-Partenkirchen Bronze in der Abfahrt holte. Mit 10 Top-Drei-Plätzen und 46 Top-Ten-Plätzen bei Weltcupabfahrten von 1973 bis 1981 gehört er zu den besten Abfahrtsspezialisten der Weltcupgeschichte. Am 23. Februar 1974 wurde er in Warth österreichischer Meister in der Abfahrt. 1980, bei den Olympischen Winterspielen in Lake Placid fuhr er in der Abfahrt auf Platz sieben, ehe er 1982 nach mäßigen Leistungen seine Karriere beendete.
Beim Abfahrtsrennen am 23. Jänner 1970 in Mégève (Sieger Karl Schranz) erlitt Grissmann eine schwere Beckenverletzung. Er hätte mit dem Hubschrauber abtransportiert werden sollen, musste aber wieder ausgeladen werden, da Michel Bozon noch schwerer stürzte (und später im Krankenhaus verstarb).

## Motorsport
Nach seiner Karriere als Skirennläufer betrieb Grissmann auch noch Rallyesport und nahm an der Rallye-Weltmeisterschaft teil. Dabei war sein bestes Ergebnis der 5. Platz bei der Rallye Sanremo. Walter Röhrl und sein Copilot Christian Geistdörfer standen Grissmann bei seinem Rallye-Debüt stark zur Seite. Von ihnen hatte Grissmann auch die Roadmap, die die Fahranweisungen einer Rallyestrecke beinhalteten. Werner Grissmann pilotierte einen Audi Quattro. Seine Rallyekarriere beendete er nach der Geburt seines Sohnes Niki.
Eine Eintragung in das Guinness-Buch der Rekorde bescherte ihm ein 24-Stunden Geschwindigkeits-Weltrekord für Serienfahrzeuge, den er gemeinsam mit Franz Doppler und Horst Felbermayr senior 1990 aufstellte. Mit einem Porsche 928 S fuhr er gemeinsam mit seinen Kollegen 6.175 Kilometer in 24 Stunden; inklusive Tankstopps bedeutete dies eine Durchschnittsgeschwindigkeit von 267,5 km/h.

## Sportmanagement
1987 etablierte Werner Grissmann den Red Bull Dolomitenmann, einen bis heute erfolgreichen Extremsport-Wettbewerb in den Lienzer Dolomiten. 2005 wurde in Kapstadt der erste 'Bruder' des Dolomitenmannes – der Red Bull Cape-Town-Man abgehalten.

## Auszeichnungen (Auszug)
- 1999: Goldenes Verdienstzeichen der Republik Österreich

## Privat- und Berufsleben
Werner Grissmann ist mit Frau Sandra verheiratet und hat zwei Kinder. Er war in Osttirol als Rauchfangkehrermeister tätig. Auch sein Vater Karl Grissmann (1917–1982) war Rauchfangkehrermeister und Alpin-Skiläufer.
Seine Tochter Nina ist seit 2011 mit dem Snowboarder Benjamin Karl verheiratet.

### Spitznamen
„Grizzly“ ist einer der Spitznamen von Werner Grissmann, der schon während seiner Skifahrerkarriere über einen beachtlichen Leibesumfang verfügte. Grissmann wird auch der „Zwischenzeitweltmeister“ genannt, weil er bei unzähligen Weltcuprennen immer wieder Schnellster bei der Zwischenzeit war, diese Zeiten aber nicht ins Ziel bringen konnte.

### Husarenritt über Skipiste
2006 war Werner Grissmann gegen Ende eines Volkswandertages in Bad Kleinkirchheim mit seinem Geländewagen von der Bergstation ins Tal gefahren. Dabei kam er aber auf dem nassen Gras ins Rutschen und um einen Überschlag zu verhindern lenkte er das Auto auf direkter Spur über den steilen Zielhang. Er überfuhr ungebremst einen Güterweg und dann sprang er rund sieben Meter weit über einen quer zur Fahrtrichtung verlaufenden Zufahrtsweg, dabei platzten drei Reifen, so fuhr er auf den Felgen noch etwa 100 Meter bis zur Talstation und verließ das Auto. Beim Eintreffen der Polizei war er nicht mehr auffindbar. Grissmann konnte jedoch telefonisch erreicht werden und er begab sich dann unverzüglich zur Polizeiinspektion Bad Kleinkirchheim. Er sagte der Polizei, er wollte mit seinem Geländewagen angeben, doch auf dem steilen Gelände sei er ins Rutschen geraten.
Eine Frau wurde bei dieser Aktion verletzt. Nach Zahlung eines Schmerzengeldes und einer Geldstrafe in Höhe von 3.000 Euro wurde das Verfahren gegen Grissmann im Oktober 2007 von der Staatsanwaltschaft eingestellt.

### Schreiduell
Um den ehemaligen ÖSV-Langlauf-Chef Walter Mayer und die Weltklasselangläufer Christian Hoffmann und Wladimir Smirnow zum Start beim Dolomitenmann zu bewegen, hatte Grissmann die Streckenverhältnisse beim Berglauf etwas „geschönt“. Der von der Strecke vollkommen geforderte Mayer lieferte sich daraufhin im Bergauflaufen ein legendäres Schimpfduell mit dem im Helikopter über ihm kreisenden „Dolomitenmann-Organisator“ Werner Grissmann.

### Radio und Fernsehen
Werner Grissmann war auch Betreiber des Radiosenders „Radio Grizzly“ in Osttirol. 2007 engagierte ihn der ORF als Moderator für eine Ausgabe der kulinarischen Sendereihe Aufgegabelt in Österreich. Grissmann, bekannt als Genießer und Gourmet, stellte dem österreichischen Fernsehpublikum typische regionale Osttiroler Gerichte vor. In der Fernsehserie „Wir sind Kaiser“ hatte er am 23. April 2009 eine „Audienz“.